# Köhler (sächsisches Adelsgeschlecht)

Wappen derer von Köhler

Köhler, auch Köler, ist der Name eines ursprünglich edelfreien obersächsischen Uradelsgeschlechts mit dem Stammhaus Krosigk bei Halle (Saale). Die Adelsfamilie starb 1727 mit Johann Ernst von Köhler auf Priorau aus.
Es besteht keine Stammverwandtschaft zu den schwedischen von Köhler oder den preußischen von Köhler.

## Geschichte
Die Köhlers sind eine Nebenlinie des im Jahre 1103 erstmals erscheinenden Adelsgeschlechts von Krosigk. Die Schreibweise der von Krosigk wechselte häufig und festigte sich erst im 18. Jahrhundert, während sich bereits im 15. Jahrhundert die Linie Köler von Krosigk herausbildete, die um 1421 das Stammschloss Burg Krosigk an die Herren von Trotha verkaufte. Nach dem Verkauf von Krosigk verzichteten diese auf den Zusatz von Krosigk und nannten sich nur noch Köler und zuletzt Köhler, in der Regel ohne den Adelszusatz von, der erst zu Beginn des 18. Jahrhunderts wieder aufgenommen wurde.
Neben Muldenstein war Priorau einer der Hauptsitze der Familie Köhler, die dort mindestens bereits seit 1441 bzw. 1457 ansässig war. Dort starb am 24. Mai 1727 Joachim Ernst von Köhler, Sohn von Wolf Heinrich von Köhler, als Erb- und Gerichtsherr. Er wurde am 27. Mai in der Kirche in Priorau im Alter von 75 Jahren, 6 Monaten und 4 Tagen beigesetzt und die auf ihn gehaltene Leichenpredigt erschien in Druck. Er war der letzte seines Geschlechts und hinterließ keine männlichen Leibeserben. Das Gut Priorau fiel an die mitbelehnte und verwandte Adelsfamilie aus dem Winckel. Ungeachtet dessen ließ sich im Jahre 1790 der pfalz-bayerische Landesregierungs- und Hofkammerrat Leonhard Magnus Köhler in Sulzbach durch vier Adlige bestätigen, ein Nachkomme des sächsischen Adelsgeschlechts von Köhler zu sein. Er erreichte auf diese Weise für sich und seine Nachkommen die Eintragung in die Adelsmatrikel des Königreichs Bayern.

## Wappen
Blasonierung: In Silber drei rote Pflugscharen, balkenweise gestellt und pfahlweise gelegt. Auf dem Helm zwei aus rot-silbernem Helmwulst wachsende, mit dem Rücken gegeneinander gekehrte rote Pflugscharen. Decken rot-silber.

## Bekannte Familienmitglieder
- Christoph Köhler, kursächsischer Amtmann in Leisnig